# Матросов Олександр Матвійович

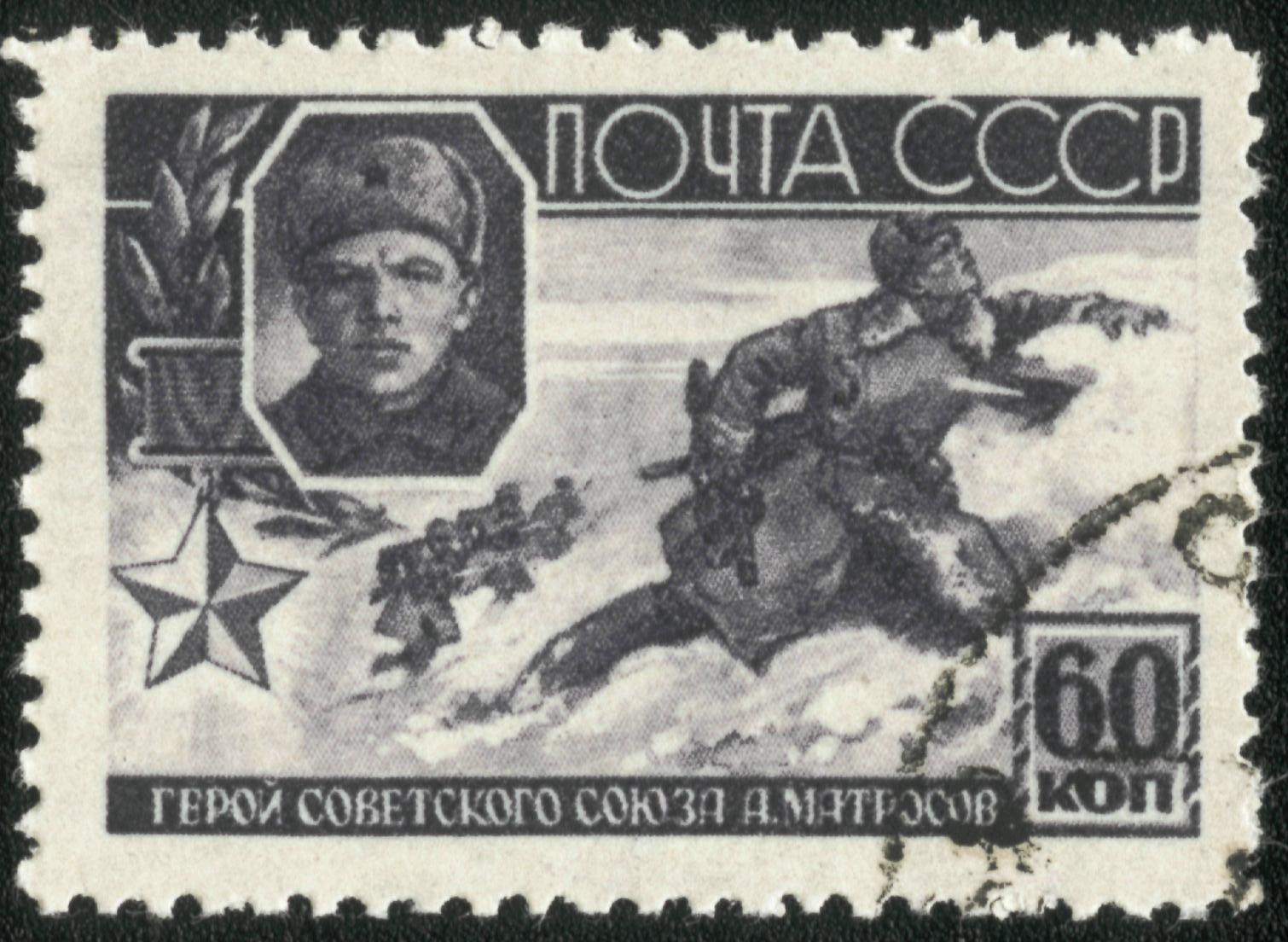

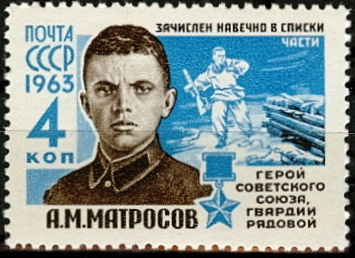
Радянські поштові марки, присвячені Олександру Матросову

Олекса́ндр Матві́йович Матро́сов (нар. 5 лютого 1924; Кунакбаєво, Учалинський район, Башкирської АРСР, СРСР — пом. 27 лютого 1943; Чернушки, Локнянський район, Калінінська область, РРФСР, СРСР, нині Псковська область, Росія) — радянський, рядовий-піхотинець часів Другої світової війни, що закрив амбразуру німецького дзоту своїм тілом. Герой Радянського Союзу. У радянській офіційній пропаганді вчинок Матросова став символом любові до Батьківщини. А його видозмінений образ радянське військове керівництво, активно використовувало під час війни для наснаги недосвідчених солдатів, спонукаючи молодих людей йти на невиправдані ризики.

## Короткий життєпис
За деякими версіями, справжнє ім'я Матросова — Шакир'ян Юнусович Мухамедьянов (башк. Мөхәмәтйәнов Шакирйән Юныс улы), народився в селі Кунакбаєво Башкирської АССР. Згідно з нею, прізвище Матросов взяв, коли став безпритульним, втікши з дому (після третього одруження батька) і записався до дитбудинку
.
З ранніх літ залишився без матері Мусліми, виховувався батьком-інвалідом (воював під час Громадянської війни, втратив ступню ноги) Юнусом Юсуповичем Мухамедьяновим. У 1933 році, після одруження батька, залишив рідне село. Виховувався в Іванівському та Мелекесському дитячих будинках Ульяновської області. Після закінчення 7 класів в Іванівському дитбудинку працював помічником вихователя в Уфимській трудовій колонії.
1939-го року його направили на вагоноремонтний завод у місті Куйбишеві (нині Самара), але незабаром він звідти втік. Вироком народного суду 3-ї дільниці Фрунзенського району міста Саратова від 8 жовтня 1940 року засуджений за 57-ю статтею 192 КК РРФСР до двох років позбавлення волі за порушення паспортного режиму. Матросов був визнаний винним у тому, що, незважаючи на дану ним підписку про виїзд із міста Саратова за 24 години, продовжував там проживати. 5 травня 1967 року Судова колегія Верховного суду повернулася до касаційного розгляду цієї справи, і вирок був скасований.
З вересня 1942 року почав навчання у Краснохолмському піхотному училищі. Курс навчання тоді становив шість місяців, і осінній набір, у якому був Матросов, у березні 1943 повинен був піти на фронт. В училищі Матросова прийняли в комсомол. У листопаді його було відправлено на Калінінський фронт. Служив у складі 2-го окремого стрілецького батальйону 91-ї окремої Сибірської добровольчої бригади імені І. Сталіна (пізніше 254-й гвардійський стрілецький полк 56-ї гвардійської стрілецької дивізії, Калінінський фронт). 27 лютого 1943 року в складі 2-го батальйону отримав завдання атакувати опорний пункт у районі села Чернушки, Локнянський район, нині Псковської області), знищив 3-й дзот, спочатку кинувши 2 гранати, а потім прикривши його тілом.

## Відзнаки, вшанування
- 19 червня 1943 року Олександрові Матросову посмертно присвоєно звання Героя Радянського Союзу.
- 8 вересня 1943 року, наказом № 286 із поясненням, що «великий подвиг товариша Матросова має слугувати прикладом військової доблесті й героїзму для всіх воїнів Червоної Армії», 254-му гвардійському стрілецькому полку було присвоєно ім'я Олександра Матросова, а його навічно зараховано до списку особового складу першої роти цього полку.
- У 1953 році 66З-тя Нова вулиця в Печерському районі Києва була перейменована на вулицю Олександра Матросова[8].
- У Деснянському районі Києва також є вулиця Матросова[9].
- Діяльність Матросова не підпадає під дію Закону України «Про засудження комуністичного та націонал-соціалістичного (нацистського) тоталітарних режимів в Україні та заборону пропаганди їхньої символіки», його прізвище не включено до списку осіб, чия діяльність підпадає під дію законів про декомунізацію. Втім об'єкти топоніміки в населених пунктах України, названі на його честь, за висновком експертної ради Інституту історії України НАН України можуть бути перейменовані на тій підставі, що «[його] діяльність не пов'язана безпосередньо з опором та вигнанням нацистських окупантів з України»[10][11].

## Факти
- Першим серед радянських військовиків у Другу світову війну закрив собою амбразуру Олександр Панкратов, політрук танкової роти 125-го окремого полку 28-ї танкової дивізії (24 серпня 1941 року поблизу Новгорода).
- Останніми «матросівцями» стали моряки Тихоокеанського флоту — червонофлотець Петро Ільїчов[ru] і старшина І статті Микола Вілков[ru], які своїми тілами закрили японські амбразури 18 серпня 1945 року[12][13].
- Єдиною жінкою, яка закрила ворожу амбразуру, стала партизанка Римма Шершньова[ru]. Її нагороджено орденом Червоного Прапора.
- За підрахунками військових істориків, подвиг Матросова у Радянській Армії здійснили 273 бійці. Серед «матросівців» — майже половина українців. 45 героїв закрили собою амбразуру ще до Олександра Матросова[14].
- 147 бійців стали Героями Радянського Союзу. 26 — взагалі залишилися без нагород. Інших нагороджували орденами: Вітчизняної війни, Бойового Червоного Прапора, Леніна. Єдиним «матросівцем», якого нагородили медаллю «За відвагу», був уродженець Полтавської губернії Яків Богдан, який здійснив свій подвиг поблизу села Липки Мгинського району Ленінградської області[14].
- Семеро військовиків залишилися живими після такого героїчного вчинку. Шестеро пройшли всю війну і повернулися додому, а Леонтій Кондратьєв, через півроку, зник безвісти, під час наступальних боїв на Кубані.